# Diclidurus isabellus
Diclidurus isabellus es una especie de murciélago de la familia Emballonuridae.

## Distribución geográfica
Se encuentra en la región amazónica de Brasil, Venezuela y Guayana.